# 无谓损失
无谓损失（Deadweight loss）指由于垄断定价（monopoly pricing）、政府税制等因素引起的生产者和消费者都得不到的那部分，使資源得不到最佳限度的分配。在经济学领域中，經濟行為所產生出來的效力是用經濟效率來衡量。經濟效率與物理上的效率不同，經濟學效率是指物品得到最有效的分配，例如帕累托效率。
一個無謂的損失（也被稱為超額負擔或資源配置效率低下）時可能出現的平衡的財貨或服務是不是帕累托最優的經濟效率的損失。換句話說，任何人將有更多的邊際收益超過邊際成本是不買產品的人，或誰擁有更多的邊際成本超過邊際效益所購買的產品。
消费者会因为得不到的那部分造成对原本平衡的財貨或服務减少消费并积极寻求无谓损失的部分，同时无谓损失的原因会造成广泛上的生产者的损失，特别会阻碍了核心的生产者带动的产业的效率发展的进步。这在文化为核心的产品与服务方面最为明显。
無謂損失的原因可能包括壟斷定價（人工短缺的情況下），外部性，稅收或補貼，價格和法定最高价格和最低价格（包括最低工資）。長期的無謂損失也可能被稱為“壟斷或稅收的超額負擔”。